# Cieplice Górne
Cieplice Górne – część wsi Cieplice w Polsce położona w województwie podkarpackim, w powiecie przeworskim, w gminie Adamówka.
W latach 1975–1998 część wsi administracyjnie należała do województwa przemyskiego.

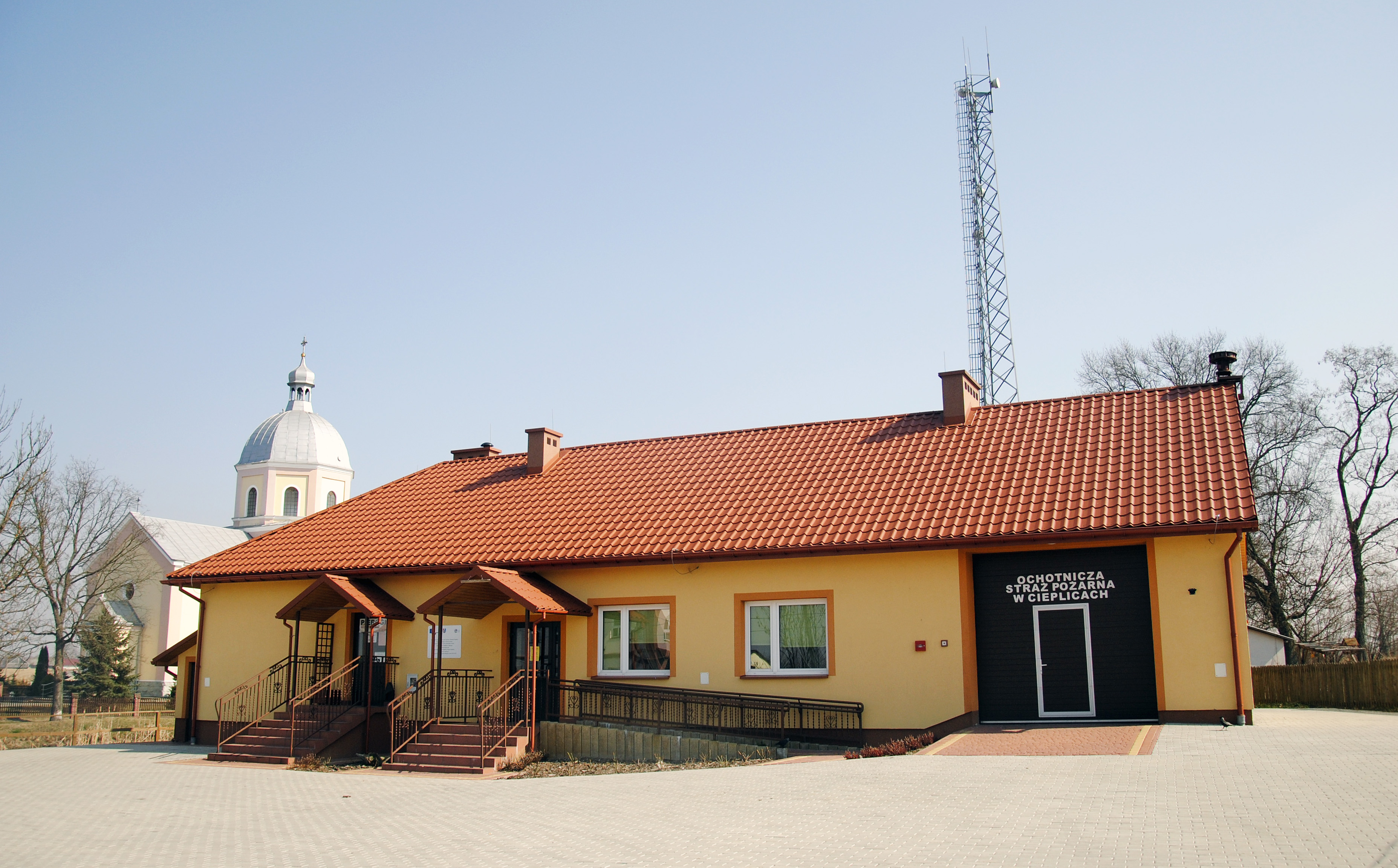
Remizo-świetlica wiejska w Cieplicach Górnych
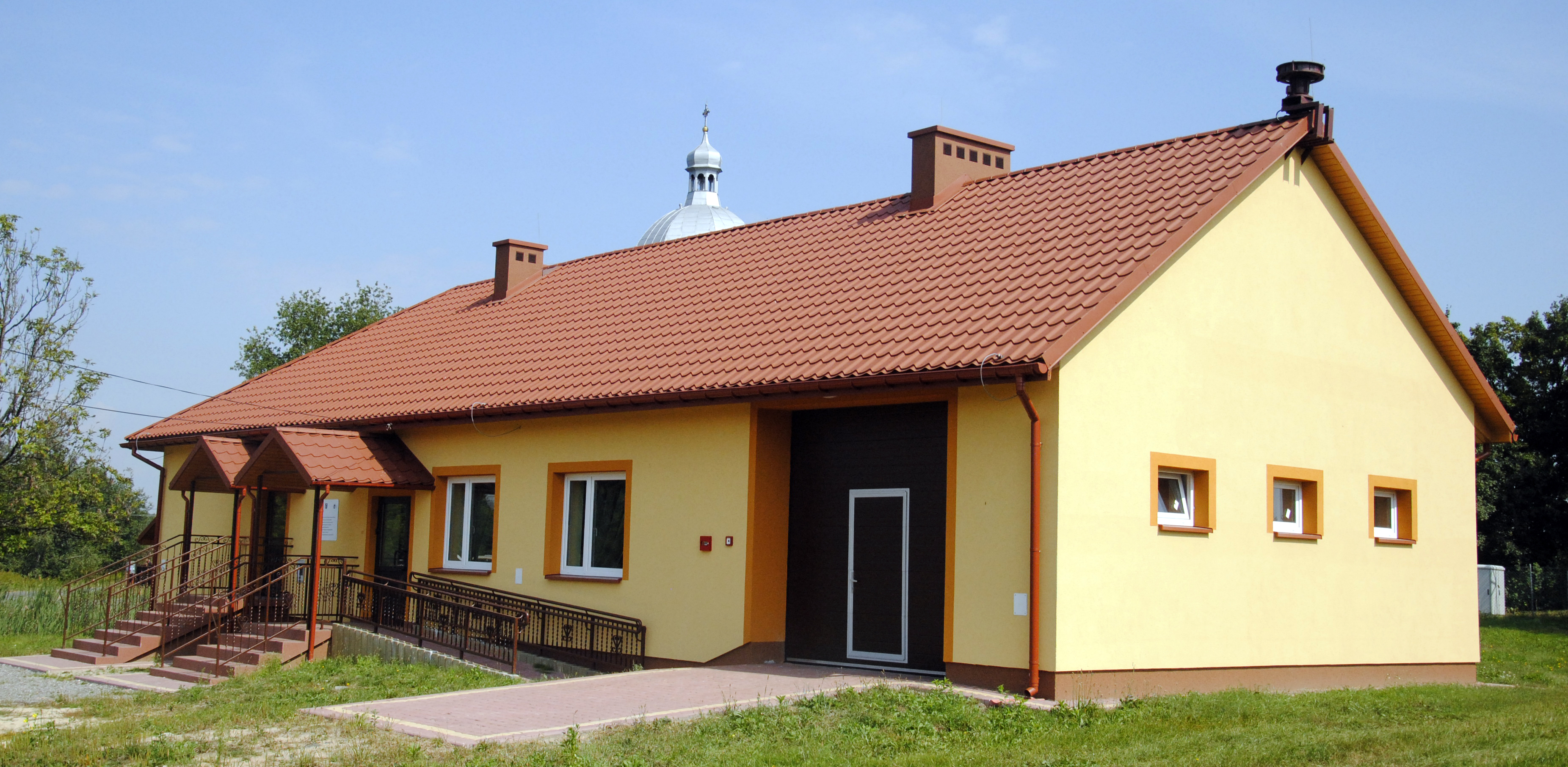